# Крипта паперти Нотр-Дама
Крипта паперти Нотр-Дам (фр. Crypte archéologique de l'île de la Cité) — музей в непосредственной близости от собора Парижской Богоматери, в IV округе Парижа. В музее выставлены археологические находки, обнаруженные во время раскопок 1965—1972 годов. Коллекция музея покрывает широкий период истории, от античности до XIX века.

## История музея
В ходе строительства подземной парковки под папертью собора Парижской Богоматери строители обнаружили остатки старых зданий. В рамках французской программы превентивной археологии в 1965—1972 годах были произведены раскопки. В 1980 году для экспозиции найденных предметов был открыт музей «Крипта паперти Нотр-Дама».

## Коллекция музея
Музей позволяет проследить общую картину развития острова Сите. Посетители музея могут увидеть следы более чем 20 веков истории: набережную порта античной Лютеции, галло-римские термы, крепостную стену начала IV века, подвал старой церкви больницы Отель-Дьё, фундамент сиротского дома (hospice des Enfants-Trouvés), османскую канализацию.